# Persone di nome Maria/Scrittrici
| Questa pagina contiene informazioni ricavate automaticamente dalle voci biografiche con l'ausilio del template Bio e di un bot. L'aggiornamento è periodico e automatico e ricostruisce completamente la pagina. Se manca una persona in questa lista, sei pregato di non aggiungerla, ma accertati piuttosto che la sua voce biografica contenga il template Bio e che i dati anagrafici siano correttamente compilati. Se il template Bio manca, inseriscilo tu stesso o, in alternativa, metti l'avviso {{tmp\|Bio}} che ne segnala la mancanza. Se i dati riportati sono sbagliati, correggi direttamente la voce biografica; le modifiche saranno visibili in questa lista entro pochi giorni. Per chiarimenti vedi il progetto antroponimi. La lista contiene solo le 67 persone che sono citate nell'enciclopedia e per le quali è stato implementato correttamente il template Bio. Pagina aggiornata al 6 giu 2025. |

Questa è una lista di persone presenti nell'enciclopedia che hanno il nome Maria e sono scrittrici.

## A(8)
- Maria Adolfsson, scrittrice svedese (Stoccolma, n. 1958)
- Maria Luisa Aguirre D'Amico, scrittrice e traduttrice italiana (Roma, n. 1925 - Roma, † 2008)
- Maria Theresia Ahlefeldt, scrittrice, pianista e compositrice tedesca (Ratisbona, n. 1755 - Praga, † 1810)
- Maria Assunta Alexandroff Bassi, scrittrice italiana (Parigi, n. 1925 - Bologna, † 2012)
- Maria Beatrice Alonzi, scrittrice italiana
- Maria Pia Ammirati, scrittrice, giornalista e dirigente pubblica italiana (San Giuseppe Vesuviano, n. 1963)
- María Teresa Andruetto, scrittrice argentina (Arroyo Cabral, n. 1954)
- Maria Luisa Astaldi, scrittrice, critico letterario e giornalista italiana (Tricesimo, n. 1899 - Roma, † 1982)

## B(3)
- Maria Isabel Barreno, scrittrice portoghese (Lisbona, n. 1939 - Lisbona, † 2016)
- Maria Bellonci, scrittrice, traduttrice e biografa italiana (Roma, n. 1902 - Roma, † 1986)
- Maricla Boggio, scrittrice, drammaturga e giornalista italiana (Torino, n. 1937)

## C(7)
- Maria Aurèlia Capmany i Farnés, scrittrice spagnola (Barcellona, n. 1918 - Barcellona, † 1991)
- Maria Teresa Casella, scrittrice italiana (Roma, n. 1960)
- Maria Chiappelli, scrittrice e traduttrice italiana (Macerata, n. 1902 - Lido di Camaiore, † 1961)
- Mario Clarvy, scrittrice, poetessa e giornalista italiana (Genova, † 1926)
- Maria Crisi Ginanni, scrittrice e giornalista italiana (Napoli, n. 1891 - Firenze, † 1952)
- Maria Susanna Cummins, scrittrice statunitense (n. 1827 - † 1866)
- Maria Rosa Cutrufelli, scrittrice e giornalista italiana (Messina, n. 1946)

## D(5)
- Maria Dąbrowska, scrittrice polacca (Russów, n. 1889 - Varsavia, † 1965)
- Maria Di Rienzo, scrittrice e saggista italiana (Palmanova, n. 1959)
- Maria Velho da Costa, scrittrice e insegnante portoghese (Lisbona, n. 1938 - Lisbona, † 2020)
- Isabel Alçada, scrittrice, insegnante e politica portoghese (Lisbona, n. 1950)
- Maria Pia di Sassonia Coburgo Braganza, scrittrice portoghese (Lisbona, n. 1907 - Verona, † 1995)

## E(3)
- Maria Edgeworth, scrittrice britannica (Black Bourton, n. 1767 - Edgeworthstown, † 1849)
- Concha Espina, scrittrice spagnola (Santander, n. 1869 - Madrid, † 1955)
- Conceição Evaristo, scrittrice, critica letteraria e attivista brasiliana (Belo Horizonte, n. 1946)

## F(2)
- Maria Luisa Fagioli, scrittrice e traduttrice italiana (Roma, n. 1922 - † 1998)
- Maria Freschi, scrittrice e poetessa italiana (Firenze, n. 1881 - Milano, † 1947)

## G(3)
- Maria Giacobbe, scrittrice e saggista italiana (Nuoro, n. 1928 - Copenaghen, † 2024)
- Maria Sara Goretti, scrittrice, poetessa e filosofa italiana (Pistoia, n. 1907 - Bologna, † 2001)
- Maria Gripe, scrittrice svedese (Vaxholm, n. 1923 - Salem, † 2007)

## H(2)
- Maria Teresa Horta, scrittrice e poetessa portoghese (Lisbona, n. 1937 - Lisbona, † 2025)
- M. J. Hyland, scrittrice australiana (Londra, n. 1968)

## J(1)
- Maria Jotuni, scrittrice e drammaturga finlandese (Kuopio, n. 1880 - Helsinki, † 1943)

## K(1)
- Maria Kuncewiczowa, scrittrice polacca (Samara, n. 1895 - Lublino, † 1989)

## L(2)
- Idolina Landolfi, scrittrice, traduttrice e critica letteraria italiana (Roma, n. 1958 - Firenze, † 2008)
- Maria Gabriela Llansol, scrittrice e traduttrice portoghese (Lisbona, n. 1931 - Sintra, † 2008)

## M(7)
- Maria Antonietta Macciocchi, scrittrice, giornalista e politica italiana (Isola del Liri, n. 1922 - Roma, † 2007)
- Maria Luisa Magagnoli, scrittrice, giornalista e curatore editoriale italiana (Genova, n. 1948)
- Maria Majocchi, scrittrice e giornalista italiana (Cento, n. 1864 - Cento, † 1917)
- Maria Edgarda Marcucci, scrittrice e attivista italiana (Roma, n. 1991)
- Maria de Maria, scrittrice e poetessa italiana (Palmi, n. 1918 - Palmi, † 1971)
- Maria Masella, scrittrice e docente italiana (Genova, n. 1948)
- Maria Messina, scrittrice italiana (Palermo, n. 1887 - Pistoia, † 1944)

## O(2)
- Maria Orsini Natale, scrittrice, poetessa e giornalista italiana (Torre Annunziata, n. 1928 - Torre Annunziata, † 2010)
- Maria Pace Ottieri, scrittrice italiana (Milano, n. 1953)

## P(2)
- Maria Perosino, scrittrice e storica dell'arte italiana (Torino, n. 1961 - Torino, † 2014)
- Cesira Pozzolini, scrittrice e filantropa italiana (Firenze, n. 1839 - Firenze, † 1914)

## Q(1)
- Giusi Quarenghi, scrittrice italiana (Sottochiesa, n. 1951)

## R(3)
- Maria Daniela Raineri, scrittrice e sceneggiatrice italiana (n. 1968)
- Ouida, scrittrice britannica (Bury St Edmunds, n. 1839 - Viareggio, † 1908)
- Maria Rundell, scrittrice inglese (Ludlow, n. 1745 - Losanna, † 1828)

## S(4)
- Maria Savi-Lopez, scrittrice e poetessa italiana (Napoli, n. 1846 - † 1940)
- Myriam Harry, scrittrice e giornalista francese (Gerusalemme, n. 1869 - Neuilly-sur-Seine, † 1958)
- Maria V. Snyder, scrittrice statunitense (Filadelfia, n. 1973)
- Maria Storni Trevisan, scrittrice e nobile italiana (Padova, n. 1865 - Roma, † 1919)

## T(4)
- Maria Tarditi, scrittrice italiana (Monesiglio, n. 1928 - Grugliasco, † 2017)
- Maria Antonietta Terzoli, scrittrice, filologa e italianista italiana (Como, n. 1954)
- Maria Antonietta Torriani, scrittrice italiana (Novara, n. 1840 - Milano, † 1920)
- Maria Treben, scrittrice ceca (Žatec, n. 1907 - Grieskirchen, † 1991)

## V(7)
- Mura, scrittrice e giornalista italiana (Bologna, n. 1892 - Stromboli, † 1940)
- Maria Madalena de Martel Patrício, scrittrice e poetessa portoghese (Lisbona, n. 1884 - Lisbona, † 1947)
- Maria Rosaria Valentini, scrittrice e poetessa italiana (San Biagio Saracinisco, n. 1963)
- Maria Valtorta, scrittrice italiana (Caserta, n. 1897 - Viareggio, † 1961)
- Maria Venturi, scrittrice, giornalista e autrice televisiva italiana (Firenze, n. 1933 - Brescia, † 2024)
- Maria Bianca Viviani della Robbia, scrittrice, imprenditrice e filantropa italiana (Marsiglia, n. 1884 - Firenze, † 1971)
- Maria Esperance von Schwartz, scrittrice tedesca (Southgate, n. 1818 - Ermatingen, † 1899)